# 鳥取西インターチェンジ
鳥取西インターチェンジ（とっとりにしインターチェンジ）は、鳥取県鳥取市にある山陰自動車道のインターチェンジである。
将来は山陰近畿自動車道に接続し、鳥取西ジャンクション（とっとりにしジャンクション）が併設される計画がある。

## 概要
山陰自動車道における、鳥取市中心部への最寄のインターチェンジである。
高速自動車国道に並行する一般国道自動車専用道路（A'路線）として建設され、無料で通行できるため、料金所は設置されない。
計画時の仮称は鳥取空港インターチェンジ（とっとりくうこうインターチェンジ）であった。
山陰近畿自動車道と県道49号鳥取河原用瀬線は相互に出入りできない構造となる予定である。

## 道路
- E9 山陰自動車道（国道9号 鳥取西道路）
- E9 山陰近畿自動車道（計画路線）

## 歴史
- 2013年（平成25年）12月14日 : 鳥取IC - 鳥取西IC間開通に伴い供用開始[2]。
- 2019年（令和元年）5月12日 : 鳥取西IC - 青谷IC間開通[3]。

## 接続道路
- 鳥取県道49号鳥取河原用瀬線
- 国道29号

## 周辺
- 鳥取大学
- 鳥取砂丘コナン空港
- 鳥取県立布勢総合運動公園陸上競技場
- 湖山池

## 隣
E9 山陰自動車道（鳥取西道路）
(9) 鳥取IC - (1) 鳥取西IC/JCT（計画中） - (2) 吉岡温泉IC
E9 山陰近畿自動車道
(1) 鳥取西JCT（計画中） - 徳尾IC（計画中）